# Suite de la Clef
Suite de la Clef (sous-titré Journal historique sur les matières du tems) est une revue mensuelle créée par Claude Jordan, publiée à Paris de 1717 à 1776.

## Création du journal
Suite de la clef est une continuation de La Clef du Cabinet des princes de l'Europe ou Journal historique sur les matières du tems, revue créée en juillet 1704, dont Claude Jordan assure la rédaction jusqu'en 1716, et André Chevalier l'impression à Luxembourg. Claude  Jordan publie, de 1707 à 1716, à Verdun, une édition de même texte sous le titre de Journal historique sur les matières du tems, avec privilège royal français du 27 novembre 1706. En 1717 Jordan et Chevalier se séparent, ce dernier poursuit  à Luxembourg la publication de La Clefet Jordan fait paraître à Paris Suite de la Clef pour laquelle il obtient le privilè̠ge royal le 10 novembre 1716.
Claude Jordan  est remplacé en 1727 par Louis-François-Joseph de La Barre, auquel succède  Charles-Philippe Monthenault d'Égly en juillet 1739, Pierre-Nicolas Bonamy en juin 1749, puis Hubert-Pascal Ameilhon.

## Description et contenu
120 tomes mensuels sont publiés entre 1717  et 1776.  Chaque numéro comprend environ 80 pages. Les numéros mensuels sont réunis en un tome semestriel. 
Le contenu du journal est très varié : nouvelles politiques et royales de l'Europe, nouvelles littéraires, vers. 